# Epictia bakewelli
Espèce
Synonymes
- Leptotyphlops bakewelli Oliver, 1937
- Epictia goudotii bakewelli (Oliver, 1937)

Epictia bakewelli est une espèce de serpents de la famille des Leptotyphlopidae.

## Répartition
Cette espèce est endémique du Mexique. Elle se rencontre au Jalisco, au Colima, au Michoacán, au Guerrero et en Oaxaca.

## Étymologie
Cette espèce est nommée en l'honneur d'Anderson Bakewell

## Publication originale
- Oliver, 1937 : Notes on a collection of amphibians and reptiles from the State of Colima, Mexico. Occasional Papers of the Museum of Zoology, University of Michigan, no 360, p. 1-28 (texte intégral).